# Jagged Little Pill, Live
Jagged Little Pill, Live — музыкальный DVD/VHS Аланис Мориссетт, выпущенный в 1997 году и повествующий о мировом турне певицы в поддержку альбома Jagged Little Pill. В основном показан концерт в Новом Орлеане, США, но также есть фрагменты других выступлений. В 1998 году этот релиз выиграл Грэмми в категории «Лучший музыкальный фильм».

## Список композиций
1. «Welcome the Charmed Ones I’m Sure» — 1:19
2. «All I Really Want» — 5:45
3. «The Craziness» — 3:06
4. «Right Through You» — 3:13
5. «Sexual Chocolate Intros» — 1:53
6. «Not the Doctor» — 6:24
7. «Synergy» — 0:36
8. «Hand in My Pocket» — 4:58
9. «Enuf About Me» — 2:33
10. «10 Feathers» — 0:21
11. «Head over Feet» — 5:05
12. «Mary Jane» — 6:02
13. «He Would for Someone» — 1:18
14. «Forgiven» — 5:36
15. «Spotless Pseudo Home» — 0:13
16. «Perfect» — 3:55
17. «Release Not Revenge» — 1:08
18. «You Oughta Know» — 5:14
19. «Wake Up» — 7:38
20. «Explosion of Blueness» — 1:59
21. «Ironic» — 4:23
22. «Under Arrest» — 0:13
23. «You Learn» — 7:42
24. «Your House» — 4:11
25. «No Pressure over Cappuccino/The Culprits» — 2:08

## Состав группы
- Alanis Morissette: вокал, губная гармошка, гитара
- Chris Chaney: бас-гитара
- Taylor Hawkins: барабаны
- Nick Lashley: гитара, бэк-вокал
- Jesse Tobias: гитара, бэк-вокал